# Заводське
Заводське́ (до 1961 року — Сталінка, у 1961–2016 — Червонозаводське) — місто в Україні, центр Заводської міської громади в Миргородському районі (раніше — у Лохвицькому районі) Полтавської області. Орган місцевого самоврядування — Заводська міська рада.

## Географія
Місто Заводське розташоване на півночі Полтавської області в межиріччі річок Сули та Артополоту в лісостеповій зоні України на відстані 12 км від міста Лохвиці та 160 км від міста Полтави. Через місто проходить залізнична лінія Бахмач-Кременчук Південної залізниці зі станцією Сула (до 1962 року станція Сталінська цукроварня). Площа міста — 1259 га, населення — 8053 особи. Клімат помірно континентальний.

## Історія
Місто засноване в 1928 році як селище Сталінка у зв'язку з будівництвом цукрового заводу.
7 листопада 1928 року відбулася урочиста закладка заводу, а вже 3 жовтня 1929 року розпочався перший виробничий сезон.
У 1931 році в селищі засновується хіміко-механічний технікум при цукровому заводі, створюється МТС, збудовано міську лікарню із стаціонаром, поліклінікою та реабілітаційним відділенням, будинок культури.
У 1934 році споруджується спиртзавод, який працює на переробці меляси цукрового заводу, завод ціанистих сполук (ЦС), одночасно споруджується житлова зона та інші об'єкти соціально-побутового призначення.
У 1936 році споруджується хлібоприймальний пункт та пункт відгодівлі великої рогатої худоби.
У 1959 році стає до ладу Лохвицький приладобудівний завод, нині ПАТ «Склоприлад», що виробляє лабораторний посуд, термометри різних типів та інші прилади.
У 1972 році будується Лохвицьке міжгосподарське підприємство по виробництву яловичини (нині не працює).
У 1978 році вступив до ладу завод сухих кормових дріжджів, нині ТОВ «Агросервіс» (випускає реагенти для нафтогазових бурових свердловин, однак працює нерегулярно).
У 1975 році будується міжгосподарський комбікормовий завод.
У 1980 році першу продукцію дає хлібозавод, нині ТДВ «Червонозаводський хлібозавод».
У місті розташовані: приймальне відділення ПАТ «Гадячсир» (не працює), автоколона «Укрлендфармінг» (ТОВ «Європа Транс АГРО»), промислові склади «Регал Петролеум Корпорейшн Лімітед Юкрейн» та ТОВ «Елеватор — АГРО».
У 1961 році селище Сталінка перейменоване на Червонозаводське. 1977 року Червонозаводське отримує статус міста.
У 1986 році до складу Червонозаводського ввійшло сусіднє село Брисі.
У 2015 році у світлі реформ, пов'язаних з російсько-українською війною, на виконання Закону про декомунізацію назва міста підлягала зміні на розсуд органів місцевого самоврядування. Міська влада за термін, наданий для самостійної зміни назви, не знайшла власного рішення, тож 4 лютого 2016 року Верховна Рада України перейменувала Червонозаводське на Заводське. Після декомунізації в місті залишаються вулиці імені Якубовського, Ватутіна, Кошового, Космодем'янської.
З 2020 року — центр Заводської громади, до якої входять також села Піски, Пісочки, Бодаква, Нижня Будаківка, Хрулі, Червоні Луки, Шевченки, Яремівщина.
Нині не працюють цукровий (ТзОВ «РАЙЗ-Цукор») і спиртовий комбінати (колись найпотужніші в Україні, а нині поступово перетворюються на руїни). Функціонують приладобудівний завод (нині — ПАТ «Склоприлад»), комбікормовий, хлібозавод, ТОВ «Агросервіс» та елеватор Укрлендфармінг (найпотужніший в Європі за проєктною потужністю 600 тисяч тонн). На 2017 рік потужність елеватору становила 446 тисяч тонн.

## Населення

### Національний склад
Національний склад населення за даними перепису 2001 року:
| Національність  | Відсоток |
| --------------- | -------- |
| українці        | 96,01 %  |
| росіяни         | 3,37 %   |
| вірмени         | 0,23 %   |
| білоруси        | 0,20 %   |
| інші/не вказали | 0,19 %   |

### Мова
Рідна мова населення за даними перепису 2001 року:
| Мова            | Чисельність, осіб | Доля    |
| --------------- | ----------------- | ------- |
| Українська      | 8 752             | 96,96 % |
| Російська       | 241               | 2,67 %  |
| Вірменська      | 19                | 0,21 %  |
| Білоруська      | 11                | 0,12 %  |
| Румунська       | 1                 | 0,01 %  |
| Інші/Не вказали | 2                 | 0,03 %  |
| Разом           | 9 026             | 100 %   |

## Екологія
Гострою проблемою міста є забезпечення якісною питною водою. Розташування навколо міста відстійників з відпрацьованою промисловими підприємствами водою призводить до забруднення ґрунтових вод та збільшення концентрації токсичних речовин. Важливою екологічною проблемою міста є зберігання побутових і виробничих відходів. Існуюче звалище переповнене, відбуваються неконтрольовані підпали.
Спроба розв'язати проблему утилізації побутових відходів міста шляхом створення сміттєпереробного заводу виявилась невдалою. Побудований у місті елеватор, незважаючи на задекларовану наявність повітроочисного обладнання, є джерелом забруднення атмосферного повітря. У діючих підприємств, зосереджених у кількох промислових зонах міста, відсутні санітарно-захисні зони — підприємства розташовуються в безпосередній близькості від жилих кварталів.

## Відомі люди

### Народилися
- Матійчук Олександр Сергійович (1990—2014) — молодший сержант МВС України, учасник російсько-української війни.
- Осауленко Юрій Володимирович (1982 — 2023) — майстер-сержант Збройних сил України, учасник російсько-української війни.
- Остапенко Володимир Сергійович[33] (нар. 1998) — український волейболіст, центральний блокувальник збірної України та СК «Епіцентр-Подоляни» з Городка на Хмельниччині[34].
- Копанєв Анатолій — український військовик, учасник російсько-української війни[35].
- Суходольський Олександр Володимирович (1994—2022) — командир взводу, учасник російсько-української війни.
- Рибалко Микола Вікторович (1986—2022) — учасник російсько-української війни.
- Шинкаренко Микола Вікторович (1986—2023) — учасник російсько-української війни.
- Сагайдачний Олег Володимирович (1975—2023) — учасник російсько-української війни.
- Продайвода Григорій Юрійович (1985—2023) — командиром мінометного розрахунку, учасник російсько-української війни.
- Іващенко Іван Іванович (1983—2023) — учасник російсько-української війни.
- Горошко Руслан Вікторович (1987—2024) — старший солдат, учасник російсько-української війни.
- Осауленко Юрій Володимирович (1982—2023) — учасник російсько-української війни.
- Дамрін Ігор Володимирович (1988—2024) — старший солдат, учасник російсько-української війни.
- Сорока Сергій Федорович (1965—2024) — молодший сержант, учасник російсько-української війни.
- Портяний Владислав Васильович (1994—2023) — солдат, учасник російсько-української війни.
- Науменко Роман Анатолійович (1986—2024) — солдат, учасник російсько-української війни.

### Пов'язані з містом
- Сова Микола Максимович — педагог, композитор, музикант, який зробив значний особистий внесок[36] у популяризацію національної культури і мистецтва та популяризацію міста Заводське. Головний редактор і впорядник книги «Місто над Сулою».
- Дейнека Василь Степанович — український вчений у галузі кібернетики, доктор фізико-математичних наук (1991 р.), професор (1995 р.), академік НАН України (2006). Заслужений діяч науки і техніки України (2008), лауреат Державної премії України в галузі науки і техніки (1999, 2005). Академік-секретар Відділення інформатики НАН України. Удостоєний премій Премія НАН України імені С. О. Лебедєва, (1997), ім. В. М. Глушкова (2005), ім. В. С. Михалевича (2009) та ім. А. О. Дородніцина (2013); нагороджений Почесною грамотою Кабінету Міністрів України
- Ларін Микола Миколайович (1992—2017) — солдат розвідроти, учасник російсько-української війни.
- Литвиненко Валерій Володимирович (1987—1987) — старший матрос, учасник російсько-української війни.
- Пасько Ігор Миколайович (1969—2022) — сержант механік, учасник російсько-української війни.
- Сушков Віктор Олександрович (1991—2022) — учасник російсько-української війни.
- Хільченко Денис Миколайович (1974—2022) — заступник командира, учасник російсько-української війни.
- Кривобок Володимир Іванович (1971—2022) — учасник російсько-української війни.
- Корчомаха Максим Григорович (1987) — учасник російсько-української війни.
- Кравчук Віталій Васильович (1983—2022) — старший навідник, учасник російсько-української війни.
- Споденейко Віталій Сергійович (1990—2022) — учасник російсько-української війни.
- Дейкало Сергій Володимирович (1989—2023) — учасник російсько-української війни.
- Бовкун Андрій Володимирович (1991—2023) — старший солдат, учасник російсько-української війни.
- Кочерга Юрій Миколайович (1967—2023) — старший стрілець-оператор, учасник російсько-української війни.
- Лебідь Костянтин Юрійович (1991—2023) — учасник російсько-української війни.
- Шевченко Олександр Сергійович (1989—2024) — молодший сержант, учасник російсько-української війни.
- Сало Вадим Андрійович (1971—2024) — солдат, учасник російсько-української війни.
- Муригін Юрій Михайлович (1974—2024) — молодший сержант, учасник російсько-української війни.

## Пам'ятки
- Будинок земської школи (Брисі), яку збудували за проєктом українського архітектора Опанаса Сластіона
- У центрі міста встановлено пам'ятник робітнику.
- Пам'ятник Тарасу Шевченку
- Пам'ятник вшанування загиблих героїв України.
- Пам'ятник невідомому солдату

## Галерея

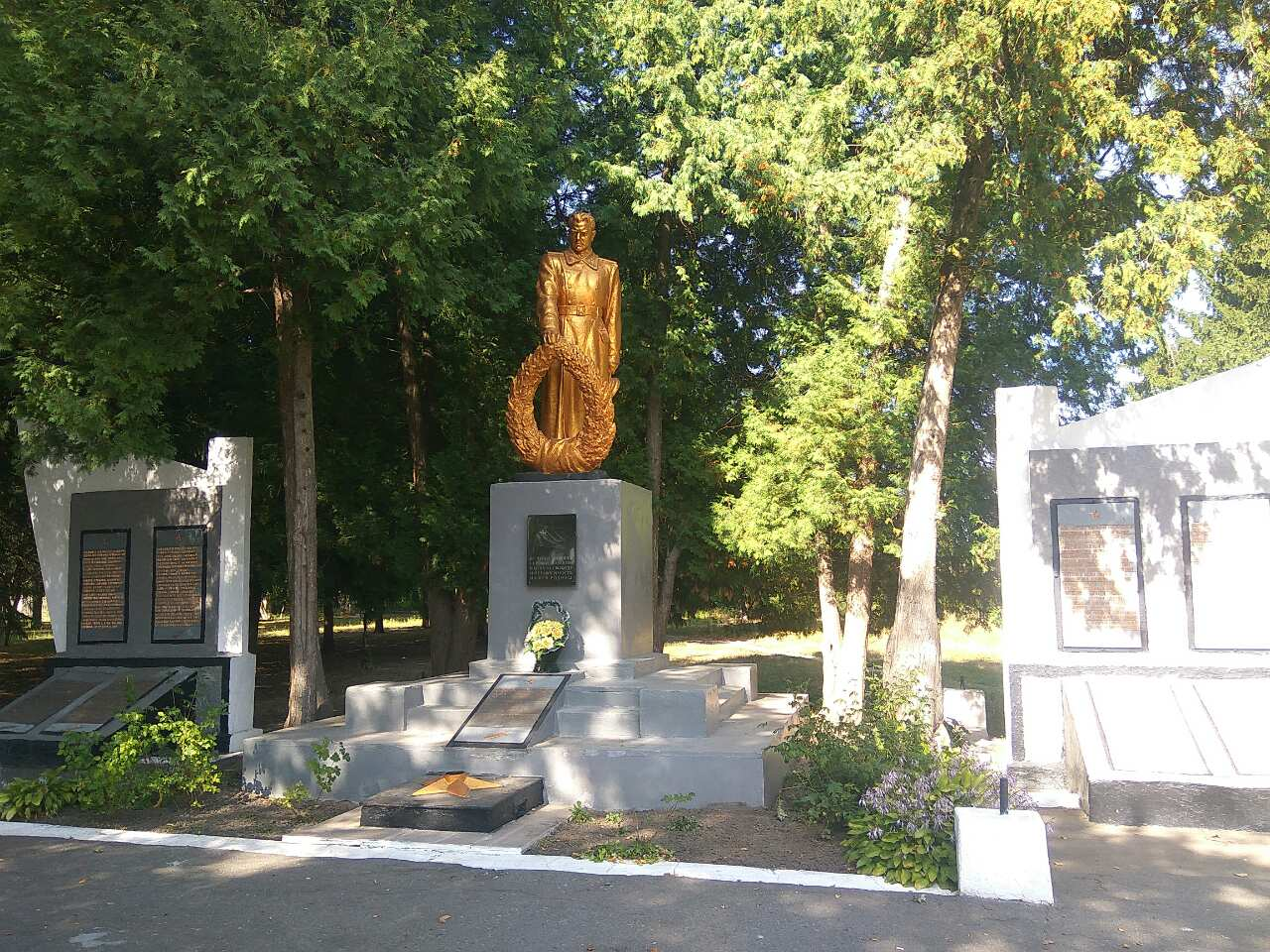
Братська могила радянських воїнів, пам’ятний знак полеглим воїнам-землякам, меморіальний комплекс
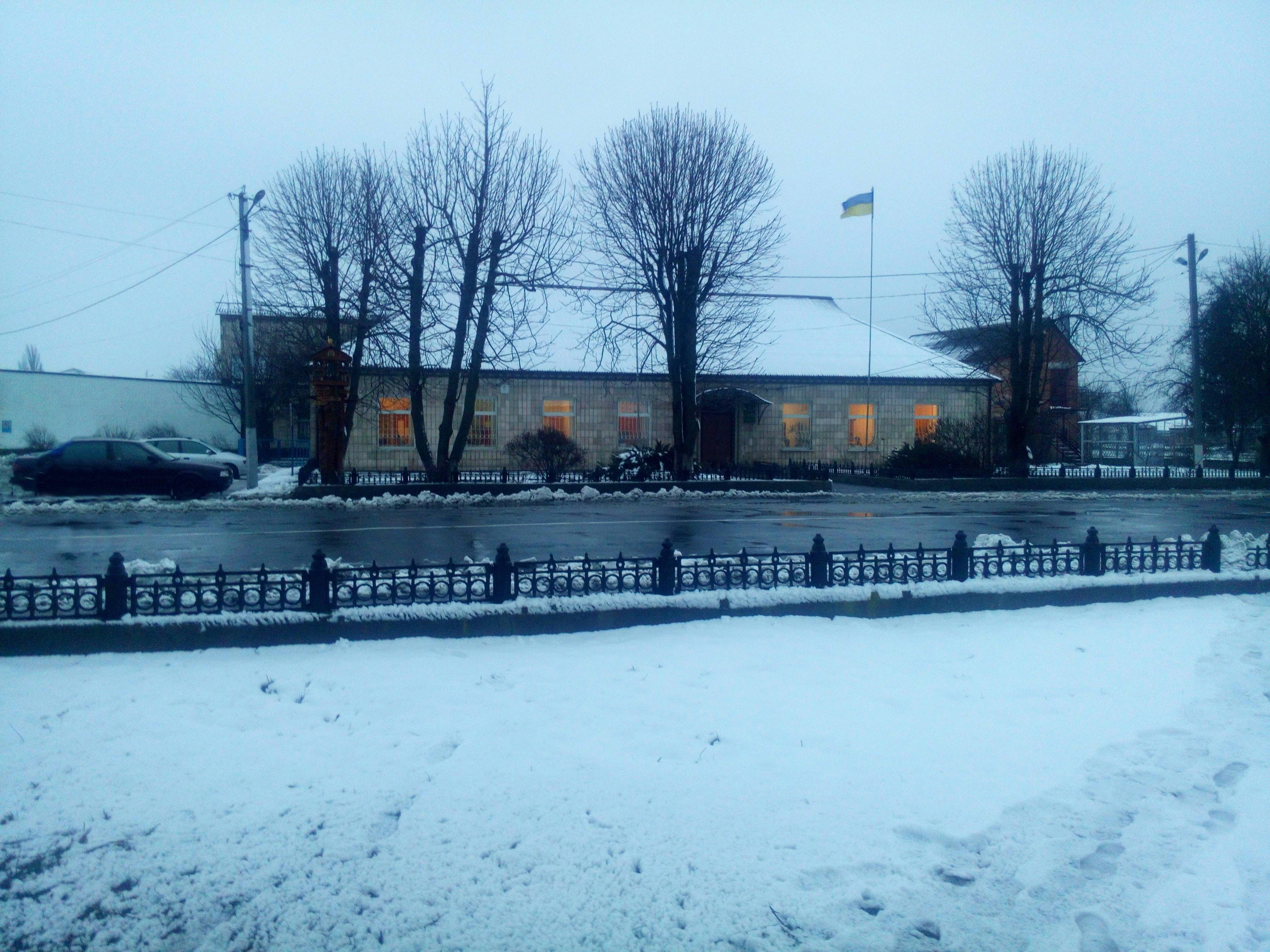
Будівля Заводської міської ради
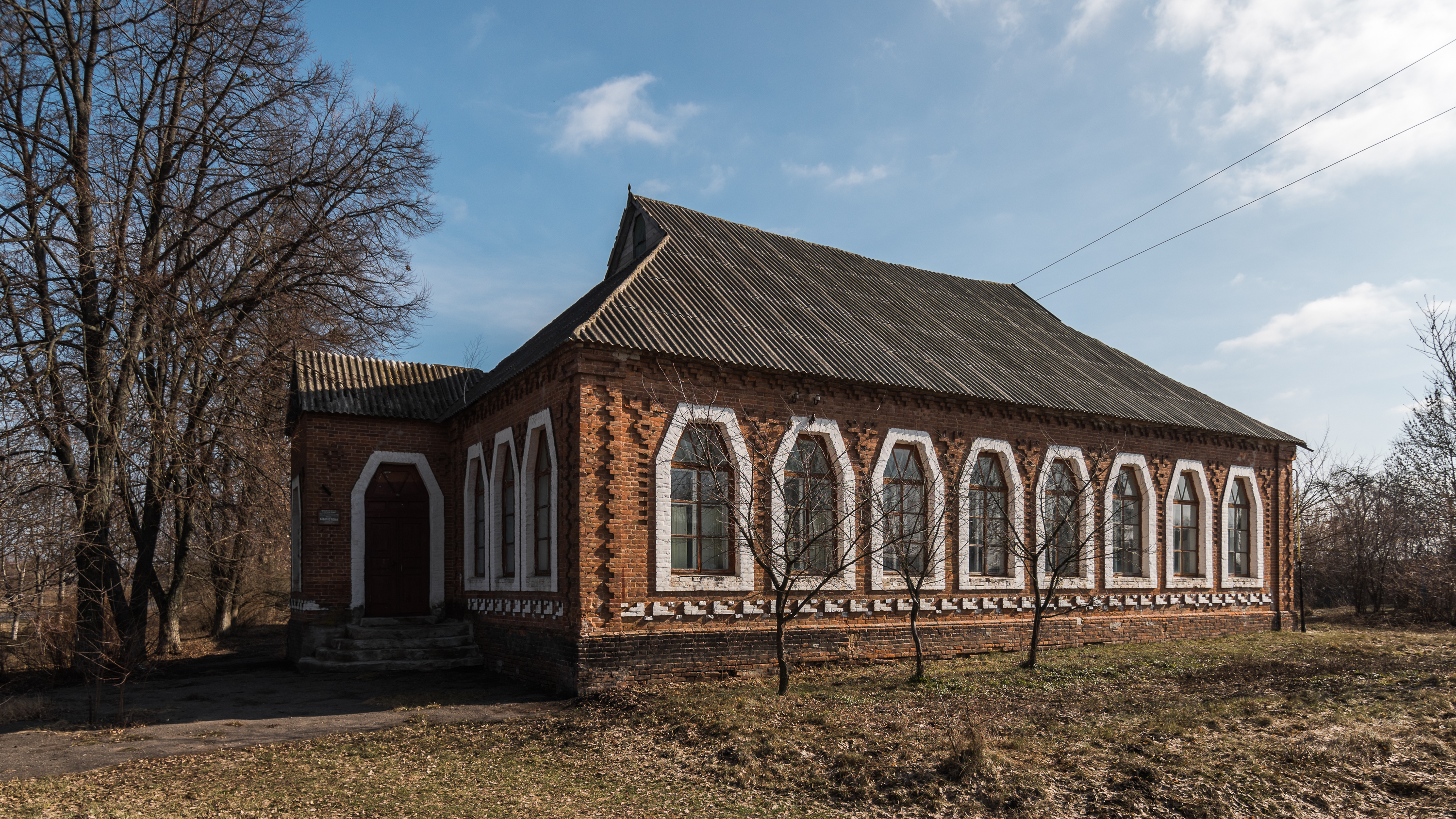
Будівля школи за проєктом Сластіона,  Заводське (Брисі)
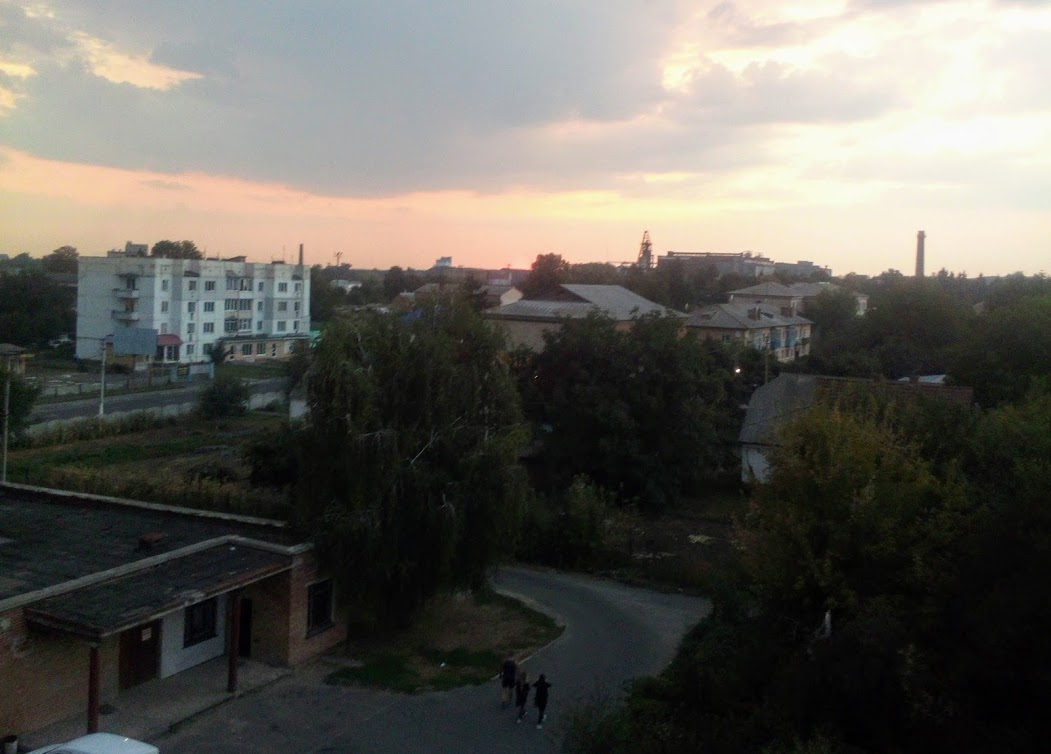
Вечірнє Заводське
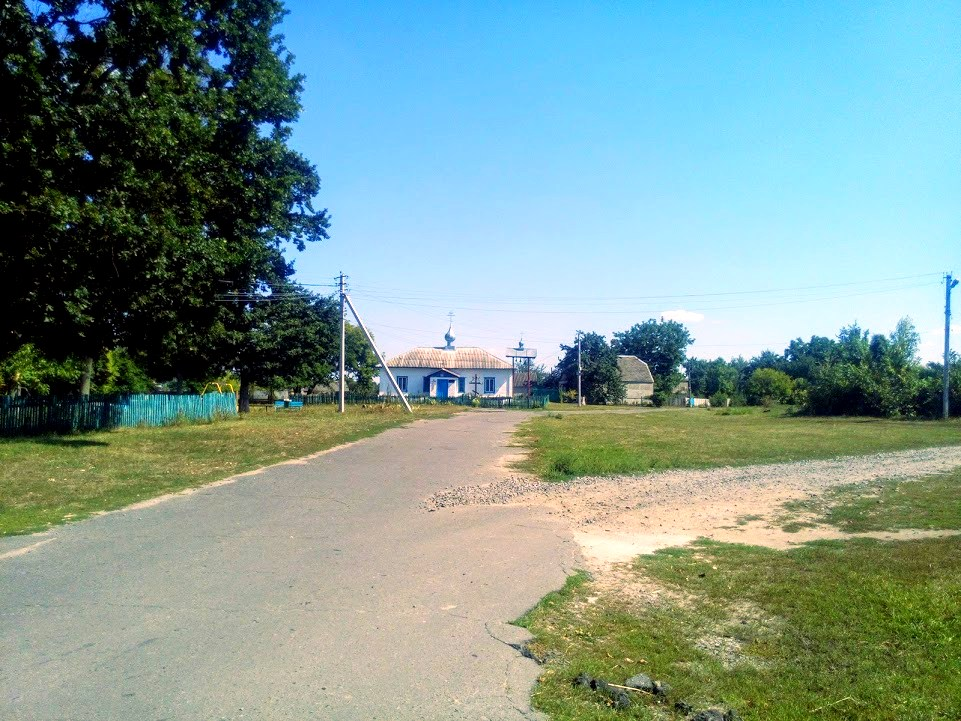
УПЦ Київського патріархату, Брисі
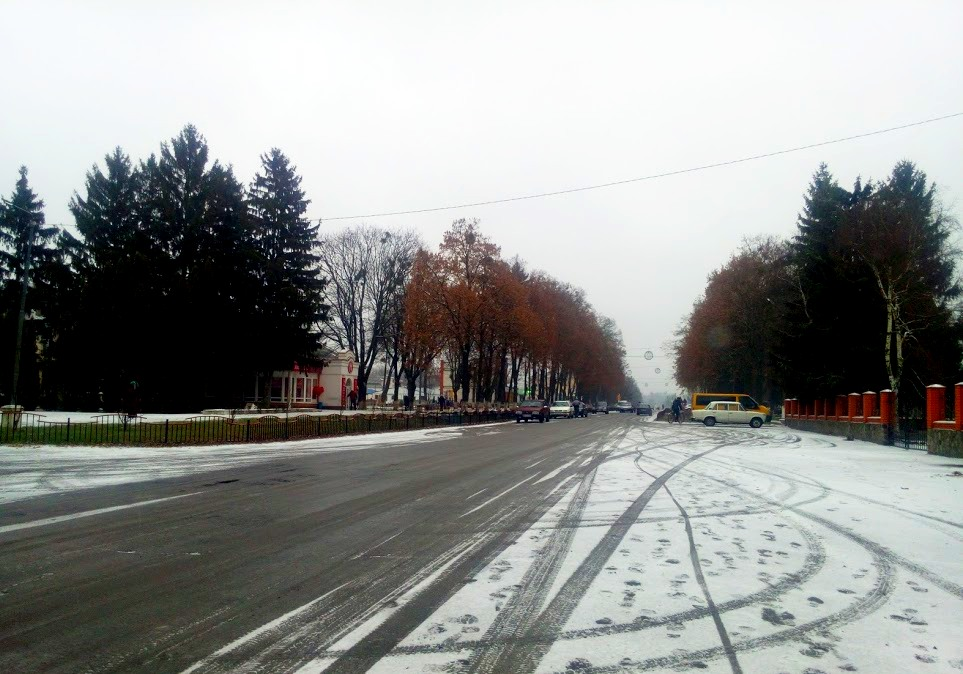
Площа біля Полтава-банку, Заводське
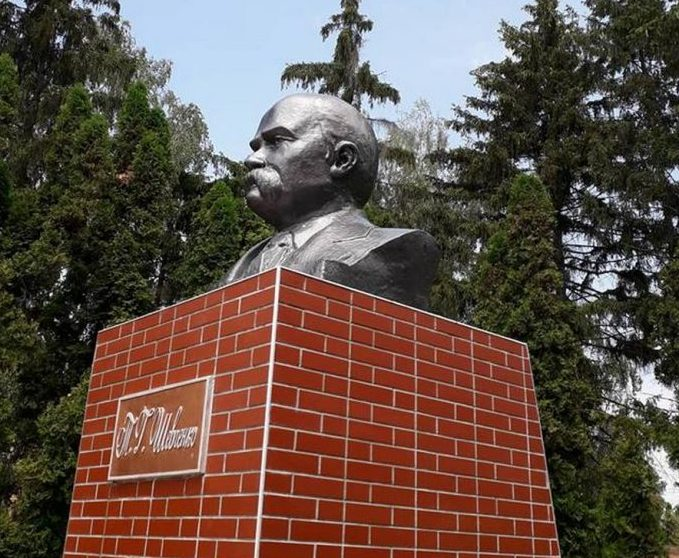
Пам'ятне погруддя Тараса Григоровича Шевченка, встановлене на постаменті в центрі міста Заводське
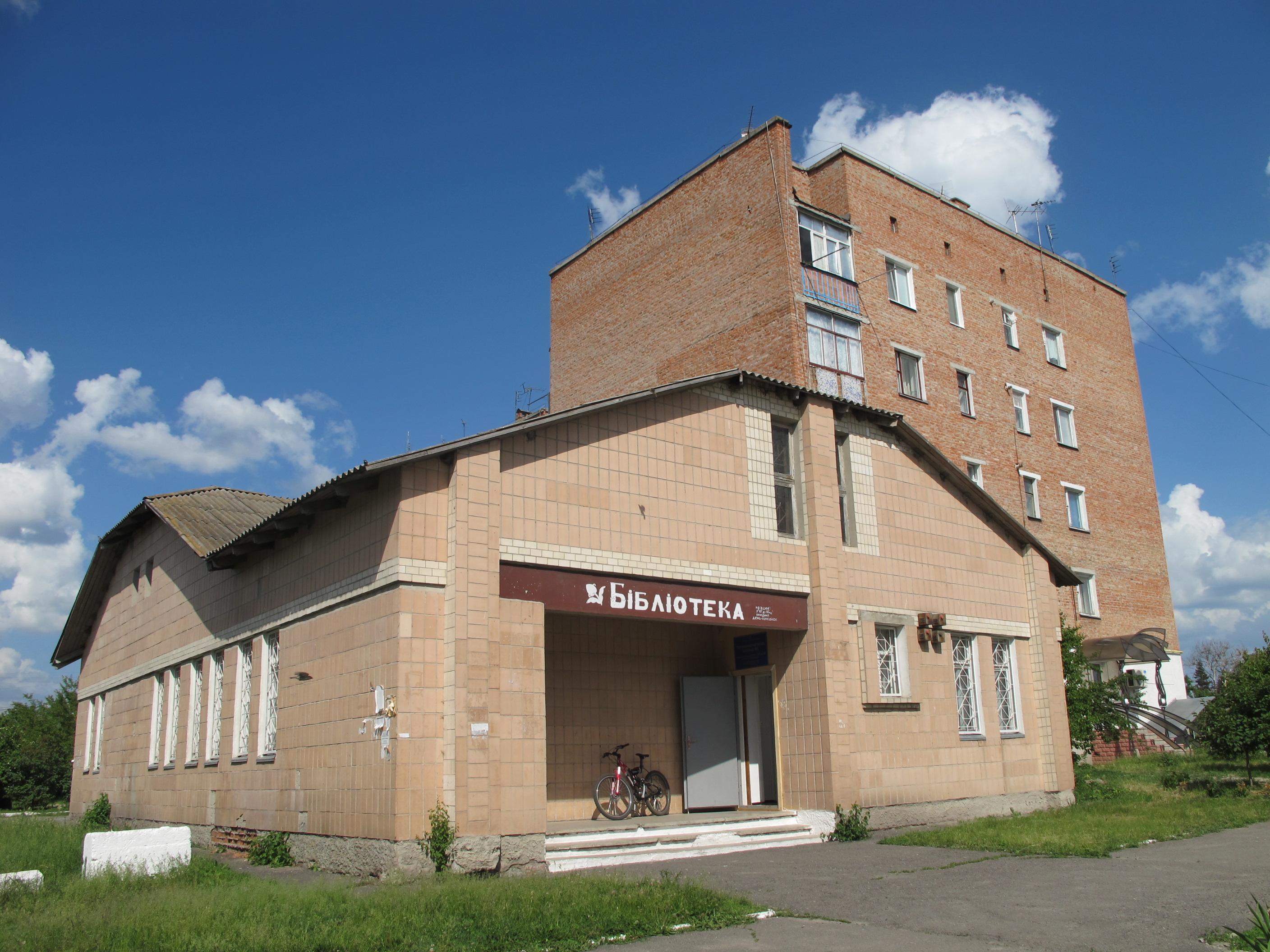
Міська бібліотека Заводського
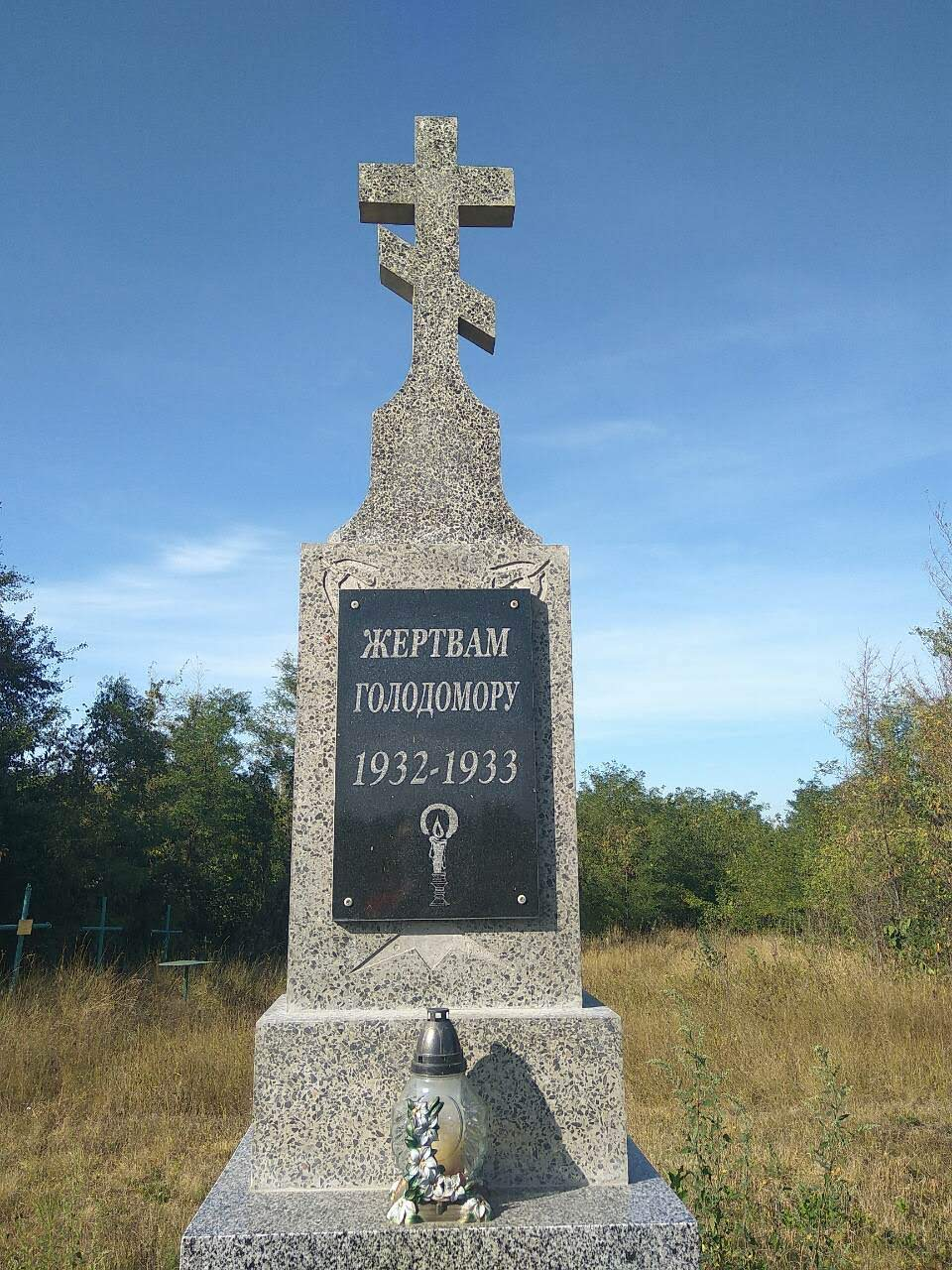
Пам’ятний знак жертвам Голодомору 1932–1933 років, Заводське